# ثقافة عربية

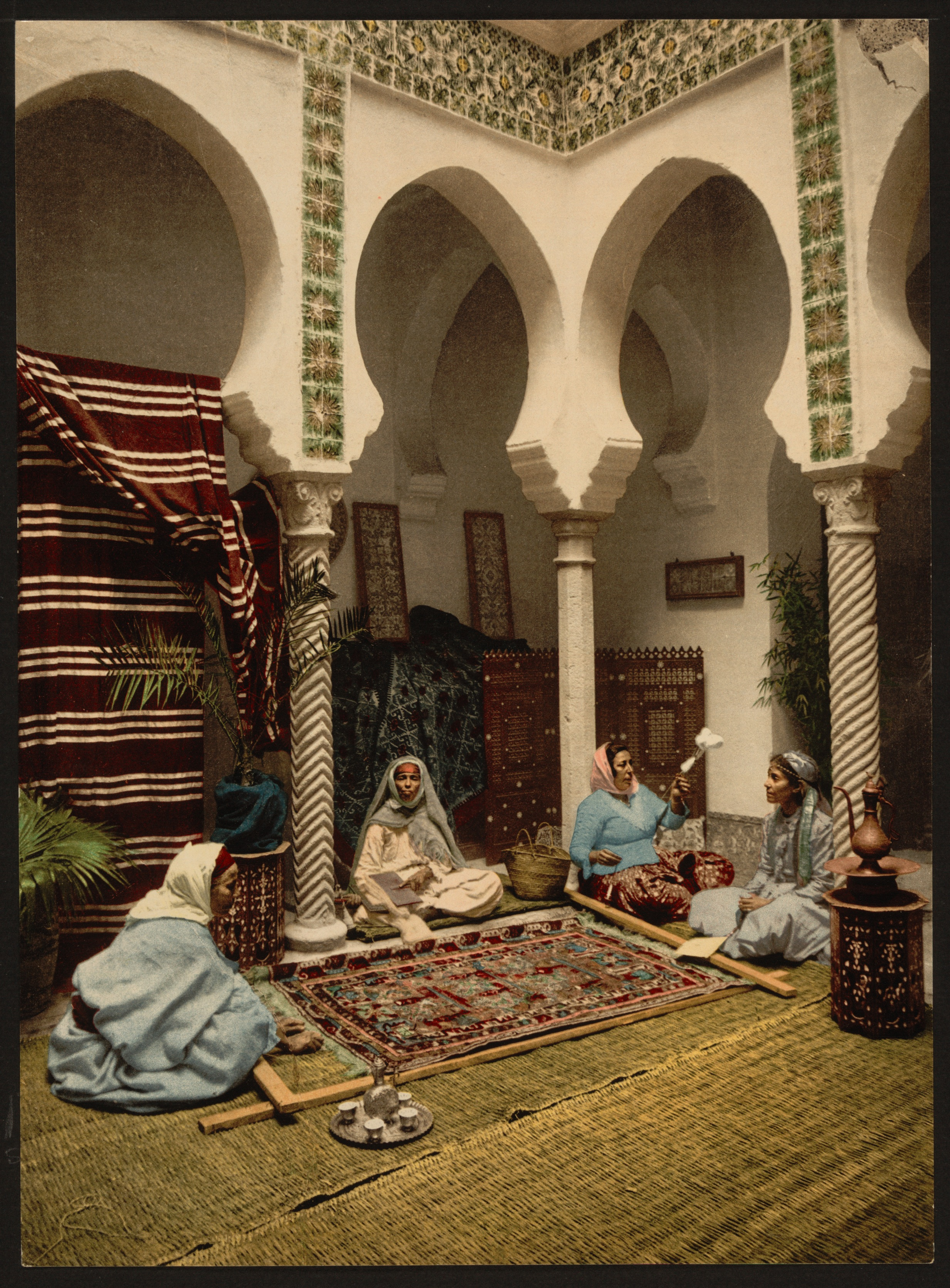
صناعة السجاد العربي في مدينة الجزائر (مدينة) سنة 1899.

الثقافة العربية يقول الأستاذ عقيل عيدان أن الثقافة اصطلاحاً هي أسلوب الحياة إجمالاً، أي هي النظام الاجتماعي وما له من معتقدات وعادات. والتربية والتعليم هي واسطة من وسائط المحافظة على الثقافة وإيراثها من السَّلف إلى الخَلَف، أي أن الثقافة هي ملك مشترك، والتعليم ملك فردي.
وأرجع الدكتور منصور فهمي (1886 – 1959م) شيوع استعمال كلمة ثقافة إلى رغبة في إيجاد مقابل في لغتنا للكلمة الألمانية الاصطلاحية ((كولْتور)) ولكنه لم يقل أن هذه الكلمة لها معنى واضح محدود في اللغة الألمانية، وأن هذا المعنى قد انتقل مع الكلمة إلى عدد من اللغات الأوروبية لوجود شبه في الاشتقاق بينهما.
ويقول الأستاذ عبد الله بن الشيخ المحفوظ بن بيّه أن الثقافة بالمعني الحديث الذي يترجم كلمة ثقافة فإنه مصطلح قد عرف كما يقول ((كوبر وكلايكون)) بمائة وخمسين تعريفًا لعل أبرزها:
تعريف لاروس الفرنسي حيث يقول:
((إن الثقافة هي مجموع النظم الاجتماعية والمظاهر الفنية والدينية والفكرية التي تتميز بها وتحدد بها مجموعة أو مجتمع بالنسبة للآخر)).
تعريف موسوعة دار الشروق حيث جاء فيه:
((إن مفهوم الثقافة يشير إلى كل ما يصدر عن الإنسان من إبداع أو إنجاز فكري أو أدبي أو فني أو علمي)).
تعريف الدكتور عبد العزيز بن عثمان التويجري في كتابه ((التنيمة الثقافية من منظور إسلامي)) حيث قال:
((إنها مجمل النشاط الإنساني في حقول الإبداع الفكري والأدبي والفني)).
ويرى البعض:
((أنها حصيلة النشاط الاجتماعي في مجتمع وأساليب الحياة والسلوك وأنماط القيم السائدة فيه)).
لكن التعريف الانثروبولوجي الواسع الباحث عن المعتقدات واللغة والمؤسسات العوائد التقاليد لكل مجتمع، وعلاقات الكائنات البشرية بعضها ببضع هو التعريف الأولى في نظري. إلاّ أن المهم هنا أن نعرف أن مصطلح الثقافة مصطلح مراوغ أو يزعم الاستئثار بمدلوله، إلا أنه من المؤكد دخول الدين، والتقاليد، واللغة في أفراد هذه المصطلح.

## مفهوم الثقافة في اللغة العربية
أما الثقافة في اللغة العربية فيقول الأستاذ عقيل عيدان عنها: الأمر في اللغة العربية على خلاف اللغات الأخرى، فالثقافة فيها كلمة أصيلة، لها معنى واضح على وجه الحقيقة ووجه المجاز، ولا دخل للكلمة الألمانية، ولا لمعناها فيه، فلا الكلمة ولا معناها انتقلا إلى العربية. وكل ما هنالك أن بعض من تعلموا لغات الغرب من العرب أخذوا يترجمون عنها، وأن الترجمة لم تكن دائماً موفّقة، وأن بعض التشويش الموجود عند كتّاب الإنجليز مثلاً في استعمال كلمة (تعليم) و(تهذيب) و(مدنية) و(ثقافة) قد انتقل إلى اللغة العربية. ويظهر هذا التشويش جلياً في بعض ما كتبه سلامة موسى (1888 – 1958م)، فقد قال في كلمة نشرتها مجلة ( العصور ) إن الثقافة والمَدَنية نظيران، وأن الحضارة تجمع الثقافة والمدَنية. ومثل ذلك ما كتبه الدكتور عبد الرحمن شهبندر (1879 – 1940م): (( لا ثقافة يعتدُّ بها حيث لا حضارة )). فالرأيان لا يثبتان بعد التحقيق والنَّظر.
ولكن لا بدّ لفهم تطوّر معنى كلمة ثقافة، ووصوله إلى حالة الغموض والتشويش التي وصلها، من البدء بالقاموس. ففي ( لسان العرب ) مثلاً قوله: ثَقُفَ الرجل ثَقافةً أي صار حاذقاً فطِناً، وفيه أيضاً ثقّفه تثقيفاً أي قوَّم عِوجَه، وأصل ذلك للرماح، ثم أستعير فصار للتقويم الخلقي، كما في قول السيدة عائشة رضي الله عنها تَصف أباها: ((وأقام أوَدَه بثِقافه)).
أما القواميس الحديثة، سواء منها ما ألّفه علماء من العرب كبطرس البستاني (1819 – 1883م)، وسعيد الخوري الشرتوني (1849 – 1912م)، وما ألّفه علماء من المستشرقين كراينهارت دوزي R.Dozy (1820 – 1883م)، وأدورد وليم لين E.W.Lane (1801 – 1876م) فإنها تُجيز الاستعارة، فتقول ثقَّف الولد تثقيفاً أي هذَّبَه وعلَّمه.
وهذا منشأ التعميم بعد التخصيص ؛ فالتثقيف، والتهذيب، والتأديب، والتعليم، والتربية أخذت تظهر في آثار الكتَّاب كأنها من المترادفات، فزاد ذلك في التشويش وقلّة. وزاد من الطين بِلّه استعمال كلمة الثقافة حين يقصد الحضارة، أو المدنية، أو التمدّن.
ولنضرب على ذلك بعض الأمثلة، ولنأخذ أولاً كتاب الدكتور طه حسين (1889 – 1973م) (( مستقبل الثقافة في مصر )). فهذا الكتاب رغماً عن عنوانه، هو تقرير عن التربية والتعليم، والثقافة بمعناها الفني المحدّد لا يتناولها الكتاب إلاّ في سُبْعه الأول، عندما يُقرّر المؤلف أن تراث مصر يُشكّل جزءاً من تُراث البحر المتوسط والغربي، لا من تُراث الشرق.
ولكن طه حسين يستعمل كلمة الثقافة في الكتاب كله، مع أن الظاهر أنه يقصد التربية والتعليم، فمن ذلك توصيته إعطاء الطلاّب الذين يتركون المدرسة قبل إكمال الدراسة دروساً سهلة في المساء حتى يتمكّنوا من ((المضي في الثقافة على مهل))، ويشير إلى انتهاء الرقابة الأجنبية (البريطانية) على التعليم في مصر فيقول: ((أصبحت اللغة العربية لغة الثقافة))، ويوصي الدكتور طه حسين أن تتولى مصر شيئاً من المسؤولية في نشر التعليم في البلاد العربية ويقول: ((هذا التوسّع في إذاعة الثقافة خارج حدود الدولة المصرية، على حين أنها في أشدّ الحاجة إلى إذاعة الثقافة داخل هذه الحدود)).
ومثل آخر على الغموض يرجع إلى مَجمع اللغة العربية نفسه، فقد نشرت لجنة الأدب والفنون الجميلة بعض المصطلحات لمنفعة ((جمهور المثقفين والمشتغلين باللغة العربية))، وظاهر أن المقصود بقول اللجنة ((جمهور المثقفين)) هو جمهور المتعلمين نعليماً كافياً، وكان يجدر باللجنة على كل حال أن لا تميّز بين هؤلاء وبين ((المشتغلين باللغة العربية)) لأسباب لا تحتاج إلى بيان.
ولا حاجة إلى الاقتباس من الصحف والمجلات والدَّوريات، للتدليل على ما أصاب كلمة " ثقافة "، ويكفي ذكر محاولة الأستاذ أحمد حسن الزيَّات (1885 – 1968م) إنقاذ كلمة الثقافة من هذا السوء، فقد قرأ على مَجمع اللغة العربية في القاهرة مقالة عنوانها: (( حقّ المحدثين في الوضع اللغوي )) وقدّم للجميع بعد ذلك نحو خمسين كلمة تستعمل لمعان غير قاموسية، وكانت كلمة الثقافة أحدها.
وقد وافق المجمع على استعمالها كما اقترح الزيَّات، وهذه صورة الموافقة: (( الثقافة مصدر ثقف: صار حاذقاً، والمحدثون يستعملونها اسماً من التثقيف وهو التعليم والتهذيب، ومنه قول القائل لولا تثقيفك وتوفيقك لما كنت شيئاً، فهي عندهم تقابل لفظ Culture عند الإفرنج )).
ولعل من ترجم اسم منظمة الأمم المتحدة للتربية والعلم والثقافة من الإنجليزية أو الفرنسية، كان أكثر توفيقاً من المجمع اللغوي، فقد أبقى التربية مستقلة عن الثقافة، وبذلك ميَّز بينهما تمييزاً لا غنى عنه. ولكن رغماً عن هذا فالاستعمال لا زال غير دقيق، ومعاني الاصطلاحات المذكورة تدور في دائرة كما تدور القواميس: تعليم معناها ثقافة، وثقافة معناها تهذيب، وتهذيب معناها تربية، وتربية معناها تعليم، وهكذا إلى ما لا نهاية.

## مكونات الثقافة العربية
إن الثقافة العربية تتكون من مكونين رئيسيين: اللغة العربية والإسلام ومن هنا إصرار بعضهم على تسميتها: «الثقافة العربية الإسلامية» .
إن اللغة هي وعاء العلوم جميعاً، وأداة الإفهام والتعبير العلمي، والفني والعادي، ووسيلة التأثير في العقل والشعور بأدبها ونثرها وشعرها وحكمها وأمثالها وقصصها وأساطيرها، وسائر ألوانها وأدواتها الفنية .
ومن هنا فإن كل من يحارب اللغة العربية يحارب بالنتيجة الثقافة العربية . وكان من ديدن أعداء هذه الأمة إضعاف الفصحى، وإشاعة العامية، وإعلاء اللغة الأجنبية على اللغة القومية، وإلغاء الحرف العربي في الكتابة، وإحلال الحرف اللاتيني محله .